# Triceromeryx
Genre
Espèces de rang inférieur
- † Triceromeryx magnus (Lartet, 1851)
- † Triceromeryx pachecoi Villalta Comella, Crusafont Pairó & Lavocat, 1946
- † Triceromeryx tsaidamensis Bohlin, 1953

Triceromeryx est un genre éteint d'ongulés artiodactyles de la famille également éteinte des Palaeomerycidae. Il a vécu en Europe au Miocène inférieur à la fin du Burdigalien, il y a environ entre 16,9 et 16 Ma (millions d'années).

## Publication originale
- (es) Villalta Comella, Crusafont Pairó & Lavocat, 1946 : Primer hallazgo en Europa de Rumiantes fósiles tricornios. Publicaciones del Museo de Sabadell, pp. 1-4.